# Feira Nova (supermercados)
Feira Nova foi uma subsidiária do Grupo Jerónimo Martins em Portugal. A marca nasceu em 1989, em Braga, e passou a integrar o Grupo em 2000, com a compra das 4 lojas (Braga, Aveiro, Santa Maria da Feira e Barreiro) ao Grupo Inovação.

Em 2009, o Grupo Jerónimo Martins fundiram-se as marcas, Feira Nova e Pingo Doce. A insígnia "Feira Nova" acaba por desaparecer em 2010, tendo os supermercados e hipermercados existentes passado a Pingo Doce.

## Ver Também
- Pingo Doce
- Jerónimo Martins